# Minion
Minion (Minion, The) - film akcji z elementami horroru, amerykańsko-kanadyjskiej koprodukcji z 1998 w reżyserii Jean-Marc Piché'a.

## Fabuła
Zakon templariuszy powstał, aby chronić świat przed nadejściem Antychrysta, który może przybyć na koniec każdego milenium. W pierwszej scenie filmu (999 rok) dochodzi do starcia dwóch templariuszy chroniących klucz, którym można otworzyć bramy piekieł z człowiekiem opętanym przez demona (wiernego sługę antychrysta). W walce ginie jeden z rycerzy, a drugiemu udaje się uciec i powstrzymać przeciwnika przed uwolnieniem Bestii. Reszta filmu dzieje się w grudniu 1999 roku, Łukasz Sadorov (Dolph Lundgren)jako najzdolniejszy templariusz wyrusza z Izraela (gdzie znajduje się siedziba zakonu) do Nowego Jorku, gdzie zostaje znaleziony 800 letni szkielet Celta oraz tajemniczy klucz. W rozgrywkę, od której zależą losy świata zostaje wciągnięta Karen Goodleaf (Françoise Robertson), która jako archeolog bada zwłoki odnalezionego rycerza. Dochodzi do starcia między templariuszami i pomagającymi im ludźmi a siłami zła.

## Obsada
- Dolph Lundgren - Łukasz Sadorov
- Françoise Robertson - Karen Goodleaf
- Roc LaFortune - Dawid Schulman
- Allen Altman - Dante
- Andy Bradshaw - Fotograf
- Michael Greyeyes - Gray Eagle
- David Nerman - Porucznik Roseberry
- Jean-Marc Bisson - Bernard
- Anik Matern - Porucznik policji
- Tony Calabretta - Dyspozytor
- Don Francks - Michael Baer
- Dennis St John - Gregor
- Michel Perron - Giannelli